# Köp nu, betala sen
Köp nu, betala sen (engelska: Buy now, pay later) är en typ av kortfristig finansiering som gör det möjligt för konsumenter att göra inköp och betala för dem vid ett framtida datum. Finansieringsmodellen är i allmänhet uppbyggd som en avbetalningsprocess för utlåning av pengar som involverar konsumenter, finansiärer och handlare. Finansiärer betalar handlare för konsumenternas räkning när varor eller tjänster köps av dessa. Dessa betalningar betalas senare tillbaka av konsumenterna över tid i lika delar. Antal avbetalningar och återbetalningstid varierar beroende på finansiärer.

## Historia
Den tidigaste formen av Köp nu, betala sen går tillbaka till 1800-talet då avbetalningsplaner dök upp som ett sätt för konsumenter att köpa dyra varor (t.ex. möbler, pianon och jordbruksutrustning) som de inte hade pengar att köpa direkt. Konceptet har tidigare kallats för layaway i USA eller lay-by i Australien och låter människor fördela kostnaden för ett inköp över en viss tid. Kunden får därmed produkten i förväg och betalar efteråt, ofta räntefritt. I många fall kan denna delbetalning göras över sex månader upp till flera år där ränta på ränta börjar ta form. Fördelen med denna modell är att kunder kan köpa en dyrare vara eller tjänst än vad de normalt hade kunnat betala för på en gång. Det kan därför vara lukrativt att betala av köper över månatliga avbetalningar.
I början av 2000-talet utvecklade fintech-företag system som gjorde att utlåning med avbetalningsplan kunde integreras i betalningsflödet i onlinebutiker vilket gjorde det möjligt för en konsument att få omedelbar kredit vid försäljningsstället och betala för ett köp senare, baserat på en överenskommen avbetalningsplan.
När konsumenter hamnar på efterkälken med betalningar, debiteras vanligtvis påminnelseavgifter av deras finansiärer, och konton som ständigt förfaller kan drivas vidare till inkasso.
Under 2020 stod Köp nu, betala sen för 97 miljarder amerikanska dollar av globala e-handelstransaktioner.

## Kritik
Det har riktats stor kritik mot konceptet Köp nu, betala sen eftersom det uppmuntrar människor att spendera mer pengar än vad de har råd med. Enligt statistik är konceptet särskilt populära bland generation Y och generation Z. Många konsumenter menar att de spenderar mer pengar än vad de har råd med eftersom det var möjligt att betala senare.
Konceptet har även lett till ett ökat handlande med kredit bland unga. Bland unga kvinnor har medianskulden ökat med över 100 procent mellan 2011 och 2021, trots detta har antalet skuldsatta ungdomar minskat medan det totala skuldbeloppet har ökat.